# Fusakichi Ōmori

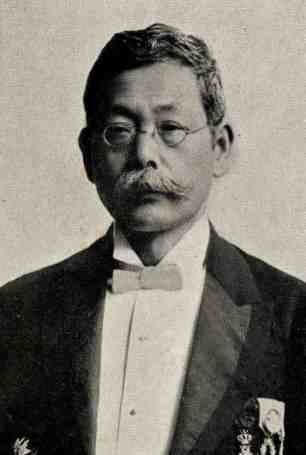
Fusakichi Ōmori

Fusakichi Ōmori (大森 房吉, 30 de outubro de 1868 - 8 de novembro de 1923) foi um sismólogo japonês. Foi pioneiro na sismologia, segundo presidente de sismologia da Universidade Imperial de Tóquio e presidente do Comitê de Investigação de Sismos do Japão Imperial. Omori também é conhecido por suas observações que descrevem a taxa de tremores secundários dos sismos, agora conhecida como lei de Omori.